# Independencia (departamento de La Rioja)
Departamento Independencia (La Rioja) é um departamento da província de La Rioja, na Argentina.